# Return of the Ten Masked Men
The Return of the Ten Masked Men es el tercer álbum de la banda de Death metal Ten Masked Men lanzado en 2000.

## Canciones
1. "Push It" (Salt-N-Pepa)
2. "Disco Inferno" (The Trammps)
3. "Livin' la Vida Loca" (Ricky Martin)
4. "You Spin Me Round" (Dead or Alive)
5. "A View to a Kill" (Duran Duran)
6. "Play That Funky Music" (Wild Cherry)
7. "Blue (Da Ba Dee)" (Eiffel 65)
8. "...Baby One More Time" (Britney Spears)
9. "Ain't Nobody" (Chaka Khan)
10. "Thriller" (Michael Jackson)

- Datos: Q7317260